# イオン釧路店
イオン釧路店（イオンくしろてん）は、北海道釧路郡釧路町に所在する、イオン北海道運営の総合スーパー（GMS）である。この項目では、併設しているイオンエンターテイメントが運営するシネマコンプレックスのイオンシネマ釧路（イオンシネマくしろ）についても記載している。

## 概要
1987年12月、「ホクホー釧路店」として開店。1992年3月の「ニチイ釧路店」→1994年10月の「釧路サティ」→2002年1月の「ポスフール釧路店」→2011年3月の「イオン釧路店」と、4回にわたる店名変更、さらに「株式会社ホクホー」→1992年3月の「株式会社北海道ニチイ」→1996年7月の「株式会社マイカル北海道」→2002年1月の「株式会社ポスフール」→2007年8月の「イオン北海道株式会社」と、こちらも4回にわたる運営会社変更、増床を経て現在に至る。なお、これまで北海道内のスーパー店舗別売上高において1位になったことがある。
2000年9月に釧路市に出店したジャスコ株式会社（2001年8月からイオン株式会社→2007年8月からイオン北海道株式会社）が運営するジャスコ釧路店を核店舗とする「イオン釧路昭和ショッピングセンター」（後のイオンモール釧路昭和）が開店した後は、大型店同士の競争が激化したが、2007年8月にポスフールと道内のジャスコ・イオンスーパーセンターを引き継いだイオン北海道株式会社が発足した後は、百貨店と総合スーパーの中間業態という位置づけであった「サティ」として営業していたこともあり、イオン釧路店は「アパレル」、イオンモール釧路昭和は「家族連れ」の特色を生かして棲み分けされている。

## 沿革
- 1987年12月：「ホクホー釧路店」として開店[5]。
- 1992年3月：「ニチイ釧路店」に改称[5]。
- 1994年10月：サティに業態転換し、「釧路サティ」としてリニューアルオープン[5][10]。
- 2000年11月：増床を行い、シネマコンプレックス「ワーナー・マイカル・シネマズ釧路」が開館。
- 2002年1月：「ポスフール釧路店」に改称[5]。
- 2007年4月：リニューアルオープン[11]。
- 2011年3月：「イオン釧路店」に改称[5][12]。
- 2013年7月：「ワーナー・マイカル・シネマズ釧路」が「イオンシネマ釧路」に改称[13]。

## テナント
売場などの詳細については、フロアガイドを参照。

### イオンシネマ釧路
「ワーナー・マイカル・シネマズ釧路」として、2000年11月30日に開業。北海道内では江別、小樽、北見に続いて4ヶ所目となるワーナー・マイカル系映画館であった。2013年7月1日に運営会社の合併に伴い現名称に改称。イオンシネマでは日本最東端に位置している。8スクリーン、1707席。
| スクリーンNo. | 座席数 | 車椅子用スペース | 備考   |
| ------------- | ------ | ---------------- | ------ |
| 1             | 443    | 2                | 3D対応 |
| 2             | 321    | 2                |        |
| 3             | 230    | 2                | 3D対応 |
| 4             | 131    | 2                |        |
| 5             | 214    | 2                |        |
| 6             | 115    | 2                |        |
| 7             | 115    | 2                |        |
| 8             | 138    | 2                | 3D対応 |

## アクセス
国道44号沿いに位置しており、沿道にはイオン釧路店を核にロードサイド店舗が集積している。
- 阿寒バス[注 1]とくしろバス「イオン釧路店」バス停[注 2]下車